# Thyronin
Thyronin ist der iodfreie Grundkörper  der in der Schilddrüse vorkommenden Iodaminosäuren Diiodthyronin (T2), Triiodthyronin (T3) und Thyroxin (TetraiodthyroninT4).

## Synthese
Die katalytische Hydrierung von Thyroxin liefert Thyronin.